# Оттяжка (скалолазание)

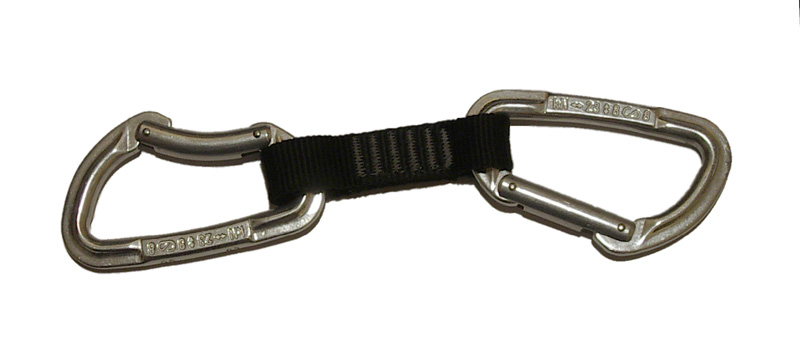
Карабины, скреплённые оттяжкой

Оття́жка — петля из прочной капроновой ленты. Может иметь разную длину. Применяют для изменения направления основных верёвок или перил, и также в промежуточных точках страховки.

## Применение

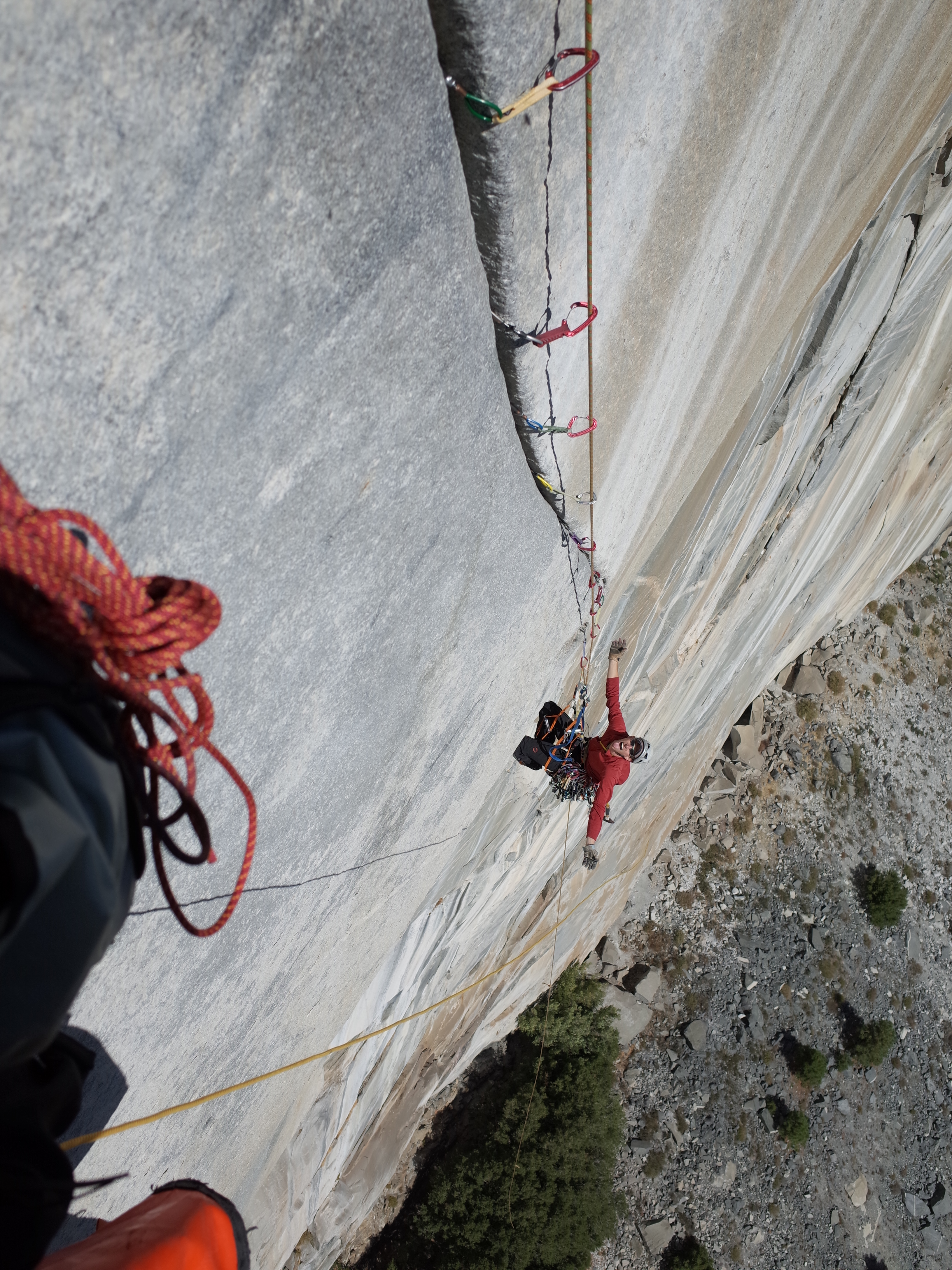
Серия оттяжек

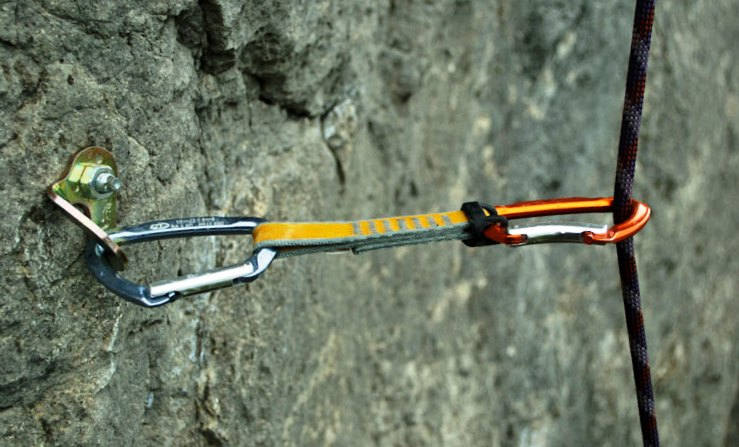
Оттяжка, вщёлкнутая одним карабином в шлямбур на скале, а в другом карабине — страховочная верёвка

### В альпинизме
В альпинизме применяют в тех случаях, когда верёвку надо отодвинуть от точки страховки, чтобы спрямить путь верёвки, например, когда есть опасение, что закладка на промежуточной точке страховки может вылететь из трещины при нагрузке. Иногда в качестве оттяжки применяют петлю из верёвки (см. грейпвайн, узел маринер).

### В скалолазании
В скалолазании применяют для подготовки трасс в лазании на трудность. Один карабин оттяжки вщёлкивают в шлямбур, закреплённый на искусственной стене (или на скале) болтом, а в другой (нижний) карабин спортсмен, поднимающийся по трассе, прощёлкивает страховочную верёвку для создания точек страховки. В лазании на скорость оттяжку могут применять в качестве точки верхней страховки. Швы на оттяжке — обычно из ниток контрастного цвета, чтобы визуально легко контролировать их целостность.

### В промышленном альпинизме
В промальпе оттяжки используют для изменения направления верёвок.